# Kigina (Sektor)
Kigina (Kinyarwanda Umurenge wa Kigina) ist einer von 12 Sektoren im Distrikt Kirehe in der Ostprovinz von Ruanda.

## Geographie
Kigina hat eine Fläche von 66,9 km² und liegt auf einer Höhe von etwa 1540 m. Der Sektor unterteilt sich in die vier Zellen Gatarama, Ruhanga, Rugarama und Rwanteru. Nachbarsektoren sind im Norden Mushikiri, im Nordosten Nyarubuye, im Osten Nyamugari, im Süden Kigarama und im Westen Kirehe.

## Bevölkerung
Zur Volkszählung von 2022 betrug die Einwohnerzahl 34.642. Zehn Jahre zuvor waren es 26.909, was einem jährlichen Bevölkerungszuwachs von 2,6 Prozent zwischen 2012 und 2022 entspricht.

## Verkehr
Durch den Sektor verläuft die Nationalstraße 4 und eine District Road.